# Kid Harpoon
Thomas Edward Percy Hull (sinh ngày 20 tháng 4 năm 1982), được biết đến với nghệ danh Kid Harpoon, là một ca sĩ, nhạc sĩ, nhà sản xuất thu âm người Anh.

## Sự nghiệp
Đã là gương mặt quen thuộc tại quê hương Chatham, Kid Harpoon lần đầu tiên nổi lên trên sân khấu nhạc ở London đầu năm 2006 với tư cách là ca sĩ kiêm nhạc sĩ thường trú tại Nambucca. Đĩa đơn đầu tiên của anh ấy, "The River, The Ocean, The Pearl" được phát hành bởi hãng độc lập Brikabrak vào năm 2006 với sự khen ngợi của giới phê bình, nhận được sự theo dõi từ các nhà thị hiếu NME và Drowned in Sound. Hai EP tiếp theo, EP đầu tiên vào tháng 10 năm 2007 và EP thứ hai vào tháng 2 năm 2008.
Khi ký hợp đồng với hãng có ảnh hưởng Young Turks, album đầu tay của Kid Harpoon Once được phát hành vào tháng 9 năm 2009. Album được thu âm tại Los Angeles bởi nhà sản xuất Trevor Horn và nhận được điểm 8/10 từ NME.
Kid Harpoon cũng đã làm việc với nhiều nghệ sĩ. Anh ấy đã đồng sáng tác "Shake It Out", "Never Let Me Go" và "Leave My Body" album Ceremonials của Florence and the Machine cùng với Paul Epworth và Florence Welch. Anh ấy cũng đồng sáng tác đĩa đơn đầu tiên của Calvin Harris là "Sweet Nothing" với Florence Welch và Harris.
Vào năm 2012, Kid Harpoon đã nhận được đề cử Giải Ivor Novello cho "Shake It Our" của Florence and the Machine.
Giống với Harry Styles, Shawn Mendes và John Lennon, Kid Harpoon đã tham gia U.S. PRO, Global Music Rights (GMR) chỉ dành cho những người được mời. Kể từ khi tham gia GMR, Kid Harpoon đã đồng sáng tác và sản xuất album năm 2022 của Harry Styles, Harry’s House, bao gồm cả đĩa đơn quán quân Billboard Hot 100, "As It Was". Harpoon cũng viết những bài hát nổi tiếng cho Ed Sheeran, Maggie Rogers và nhiều hơn nữa.

## Đời sống cá nhân
Vào ngày 15 tháng 5 năm 2015, Hull kết hôn với bạn gái lâu năm Jenny Myles tại Dairsie Castle ở Scotland.